# Ester Naomi Perquin
Ester Naomi Perquin (Utrecht, 16 de gener de 1980) és una poeta neerlandesa.
Nascuda a Utrecht, va créixer a Zierikzee. Va treballar en el servei penitenciari per pagar els seus estudis a l'escola d'escriptura creativa d'Amsterdam. Va ser editora de la revista literària Diatriba i va escriure una columna per al setmanari De Groene Amsterdammer. També va ser nomenada «poeta de la ciutat de Rotterdam» en dos anys.
La seva primera col·lecció de poemes Servetten Halfstok es va publicar el 2007. Seguida per Namens de ander el 2009, per la qual va rebre el Premi de Poesia Jo Peters i el Premi JC Bloem. Per les seves dues primeres col·leccions, també va rebre el Lucy B. I C. W. van der Hoogt Premi. Per la seva tercera col·lecció publicada el 2012, Celinspecties, va obtenir el Premi de Poesia VSB.